# 1901
| 1901                                                                     |
| ------------------------------------------------------------------------ |
| Dødsfald - Fødsler                                                       |
| • Begivenheder • Film • Litteratur • Musik • Politik • Sport • Videnskab |

| Gregoriansk kalender | 1901 MCMI               |
| Ab urbe condita      | 2654                    |
| Armensk kalender     | 1350 ԹՎ ՌՅԾ             |
| Kinesiske kalender   | 4597 – 4598 庚子 – 辛丑 |
| Etiopisk kalender    | 1893 – 1894             |
| Jødisk kalender      | 5661 – 5662             |
| Hindukalendere       |                         |
| - Vikram Samvat      | 1956 – 1957             |
| - Shaka Samvat       | 1823 – 1824             |
| - Kali Yuga          | 5002 – 5003             |
| Iransk kalender      | 1279 – 1280             |
| Islamisk kalender    | 1319 – 1320             |

Konge i Danmark: Christian 9. 1863-1906
Se også 1901 (tal)

## Begivenheder

### Udateret
- Kjellerup Skole ved Kjellerup bliver bygget

### Januar
- 1. januar - Australien får status som Commonwealth

### Februar
- 1. februar – Folketælling i Kongeriget Danmark samt på Grønland og Færøerne. Ifølge optællingen bor der 2.449.540 mennesker i Danmark

### Marts
- 25. marts - den første totaktsdieselmotor bliver demonstreret i Manchester

### April
- 1. april - Rengøringskoncernen ISS bliver stiftet.
- 3. april - ved folketingsvalget mister Højre 8 af sine 16 folketingsmedlemmer og samtidig opnår Venstrereformpartiet en fremgang på 12 mandater og opnår derved samlet 75 mandater i Folketinget. , hvilket leder frem til Systemskiftet nogle måneder senere.
- 11. april - Arbejdstilsynet oprettes som Arbejds- og Fabrikstilsynet.
- 13. april – Den internationale Domstol i Haag oprettes

### Maj
- 9. maj - det første australske parlament åbner i Melbourne
- 21. maj - Albert Einstein begynder at arbejde som hjælpelærer på den tekniske skole i Winterthur
- 25. maj – Norge indfører som det første land i Europa valgret for kvinder

### Juni
- 24. juni – Frilandsmuseet ved Kongens Lyngby indvies
- 24. juni - Skandinavisk Skyttefest starter i Købenavn, med et optog gennem byen

### Juli
- 24. juli - Bl.a. som følge af valgnederlaget den 3. april træder den Højre-ledede regering tilbage som en konsekvens af Systemskiftet, og afløses af Deuntzers Venstreregering, hvorved parlamentarismen indføres i Danmark

### September
- 1. september - Venstre har arrangeret et folkeoptog for Kong Christian d. 9 - som tak for Systemskiftet. 15.000 danskere fra hele landet deltager
- 7. september – Bokseroprøret afsluttes officielt i Peking, Kina
- 8. september - Kong Edward d. 7. besøger Danmark
- 14. september - Vicepræsident Theodore Roosevelt indsættes som USA's 26. og hidtil yngste præsident, 42 år gammel. Det sker 12 timer efter præsident William McKinley er blevet myrdet af en anarkist

### Oktober
- 13. oktober – Flere steder i Rusland kommer det til sammenstød mellem sultne mennesker og politiet

### November
- 28. november - Øksnehallen på Kvægtorvet i København indvies

### December
- 2. december - King Camp Gilette præsenterer den første patenterede sikkerhedsbarbermaskine
- 3. december – en rytterstatue i af feltherren Magnus Stenbock indvies i Helsingborg, Sverige. Stenbock ledte i Store Nordiske Krig de svenske styrker, der besejrede den danske hær i slaget ved Helsingborg i 1710
- 10. december - den første uddeling af nobelprisen finder sted, bl.a. til Wilhelm Röntgen, Tyskland og Henri Dunant, Schweiz. Efter stifterens ønske foretages overrækkelsen af den svenske konge.

## Født

### Januar
- 7. januar – George Kingsley Zipf, amerikansk lingvist og filolog (død 1950).
- 23. januar – Ivar Lo-Johansson, svensk forfatter (død 1990).

### Februar
- 1. februar – Clark Gable, amerikansk skuespiller (død 1960).
- 1. februar – Frank Buckles, amerikansk veteran fra første verdenskrig (død 2011).

### Marts
- 25. marts – Ed Begley, amerikansk filmskuespiller (død 1970).
- 27. marts – Carl Barks, illustrator af Anders And (død 2000).

### April
- 29. april – Hirohito, japansk kejser (død 1989).

### Maj
- 7. maj – Gary Cooper, amerikansk filmskuespiller (død 1961).
- 20. maj – Viggo Brodthagen, dansk skuespiller og revydirektør (død 1970).

### Juni
- 18. juni – Torkil Lauritzen, dansk skuespiller (død 1979).
- 18. juni - Anastasia Nikolajevna, storfyrstinde af Rusland (død 1918).

### Juli
- 7. juli - Eiji Tsuburaya, japansk filminstruktør (død 1970).

### August
- 2. august – Søren Hjorth Nielsen, dansk maler og grafiker (død 1983).
- 4. august – Louis Armstrong, amerikansk jazzmusiker (død 1971).
- 25. august – Kjeld Abell, dansk dramatiker (død 1961).

### September
- 18. september – Peter Deutsch, tysk/dansk komponist (død 1965).
- 29. september - Enrico Fermi, italienskfødt amerikansk fysiker (død 1954).

### December
- 5. december – Werner Heisenberg, tysk fysiker. Modtog Nobelprisen i fysik i 1932 (død 1976).
- 5. december – Walt Disney, amerikansk tegnefilmsproducent (død 1966).
- 27. december – Marlene Dietrich, tysk skuespiller og sanger (død 1992).

## Dødsfald
- 1. januar – Sophus Schandorph, dansk forfatter (født 1836).
- 17. februar – Ethelbert Nevin, amerikansk komponist (født 1862).
- 22. januar – Dronning Victoria, engelsk dronning. (født 1819).
- 27. januar – Giuseppe Verdi, italiensk komponist (født 1813).
- 19. september – William McKinley, USA's 25. præsident dør efter attentat (født 1843).
- 19. oktober – C. F. Tietgen, dansk finansmand (født 1829).
- 24. oktober - Dióscoro Puebla, spansk maler. (født 1831).

## Nobelprisen
- Fysik – Wilhelm Röntgen, Tyskland. Opdagede røntgenstråling.
- Kemi – Jacobus Henricus van 't Hoff
- Medicin – Emil von Behring, Tyskland. (Serumterapi.)
- Litteratur – Sully Prudhomme
- Fred – Jean Henri Dunant (Schweiz), stifter af Røde Kors og initiativtager til Geneve konventionen. : Frédéric Passy (Frankrig), stifter og præsident for Societe Française pour l'arbitrage entre nations.

## Sport
- Fanø Golf Links anlægges og er dermed Danmarks første golfbane.